# Covivio
Covivio, anteriormente Foncière des Régions, é uma sociedade gestora imobiliária francesa criada em 1998. As suas atividades estão divididas entre a propriedade de escritórios (48,3%), o setor residencial (24,4%) e o setor hoteleiro (21,1%).
Os ativos da Covivio estão avaliados em 23 bilhões de euros.
Covivio nasceu em 2018. É o novo nome da Foncière des Régions, criada no início dos anos 2000 na França. A identidade da Covivio engloba todas as atividades do grupo na Europa. 